# Producenti (muzikál)
Producenti (The Producers) je broadwayský muzikál, jehož autory jsou Mel Brooks a Thomas Meehan. Muzikál měl světovou premiéru v roce 2001 na Broadwayi. Předlohou pro muzikál byl film Producenti (1967), jenž získal Oscara za nejlepší původní scénář.

## Příběh
Příběh, který se odehrává v USA v roce 1959, pojednává o životě broadwayského producenta Maxe Bialystocka a jeho účetního Lea Blooma. Dalšími postavami jsou sekretářka Ulla, režisér Roger nebo německý scenárista a herec Franz Liebkind.
Leo zjistí, že by se dala vydělat velká spousta peněz na absolutním propadáku tím, že by se sehnalo od mecenášů (mecenášek) víc peněz, než je potřeba, a po uvedení propadáku si nechat zbytek peněz. Finanční úřady se totiž o neúspěšné projekty nezajímají. Max s Leem tedy hledají tu nejhorší hru na světě, a když najdou hru o Hitlerovi, což musí být zaručeně propadák, najdou i nejhoršího režiséra na světě. Režisér Roger Elizabeth Debree je navíc homosexuál.
Začne se zkoušet a během pár měsíců se muzikál uvádí na Broadwayi. Představitel Hitlera Liebkind si těsně před premiérou zlomí nohu a roli Hitlera proto musí hrát přihřátý režisér Roger. Lidi se při prvním songu „Springtime for Hitler and Germany“ („Jaro pro Hitlera a Německo“, v české verzi také „Hitler je úsvit nás Árijců“) zvedají ze židlí. Ale jakmile se na jevišti objevuje teplý Hitler, lidé se neubrání smíchu a show, která měla být propadákem, se stává hitem. Berňák při kontrole přichází na podvod a Maxe Bialystocka zavře policie do vězení. Lea však nezatkne, protože odjel s Ullou do Ria.
Max jde před soud. Při soudním líčení případu se ve dveřích soudní síně objeví Leo Bloom se svou nyní již manželkou Ullou. Max mu radí, aby zmizel a nechal vinu jen a jen na něm, ale Bloom nechce svého přítele nechat jen tak napospas. Vzpomíná na to, jak nikdy neměl kamarády až do té doby, než se objevil Max. V písni „Till Him“ („Až on“) poukazuje na silné přátelství mezi Leem a Maxem. Soudce pak pronese rozsudek. „Nemohl bych roztrhnout takové přátele. Utrhlo by mi to srdce. Proto... Pět let ve státní věznici The Sing Sing!“ Všichni tři, tj. Franz Liebkind, Leo Bloom, Max Bialystock, jdou na pět let do vězení, kde s ostatními vězni secvičí nový muzikál a uvedou ho v okolních kulturních domech. Od ředitele věznice pak dojde příjemný dopis do rukou Lea a Maxe. V dopise se píše, že oba jsou propuštěni z výkonu trestu, protože vnesli radost a veselí do srdcí všech vrahů a ostatních vězňů v Sing Sing, a jsou zase na svobodě. Po odchodu z vězení uvedou nový muzikál (napsaný ve vězení) na Broadwayi a Max Bialystock si tím spraví reputaci (která utrpěla jeho krachem před několika lety). Leo Bloom se stává spolu s Maxem nejznámějším producentem Broadwaye a všichni žijí spolu a tvoří nové muzikály.

## Ocenění
Muzikál Producenti získal celou řadu ocenění. V roce 2002 získal 12 Tony Awards (ze 14 možných), což je největší úspěch v této kategorii cen vůbec.[zdroj⁠?!] Cenu získal muzikál za nejlepší hudbu, libreto, režii, choreografii, hudební aranžmá, scénu, kostýmy, světla, hlavní mužskou roli, hlavní ženskou roli, vedlejší mužskou roli a za nejlepší muzikál.